# Gąska ostra

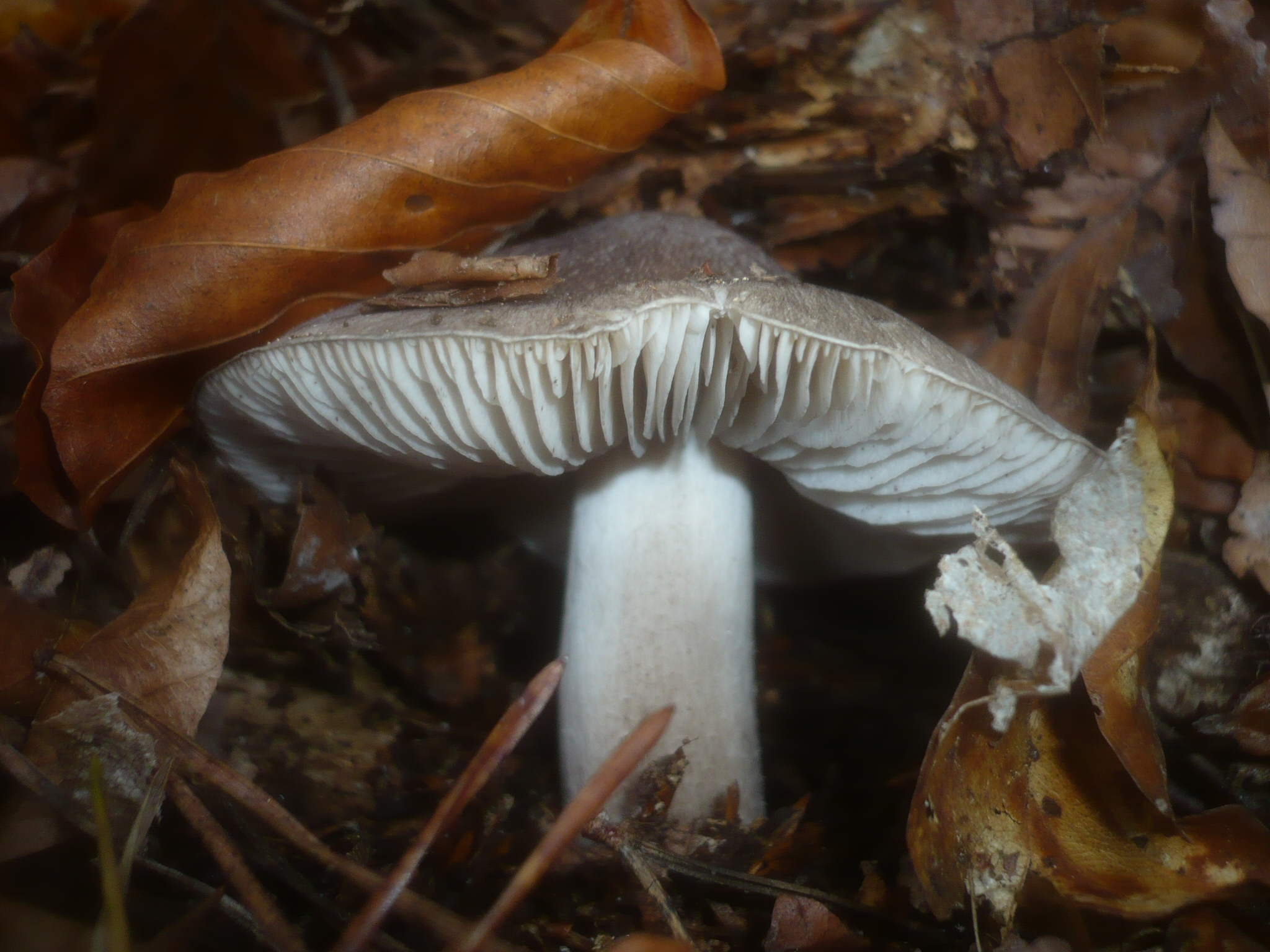

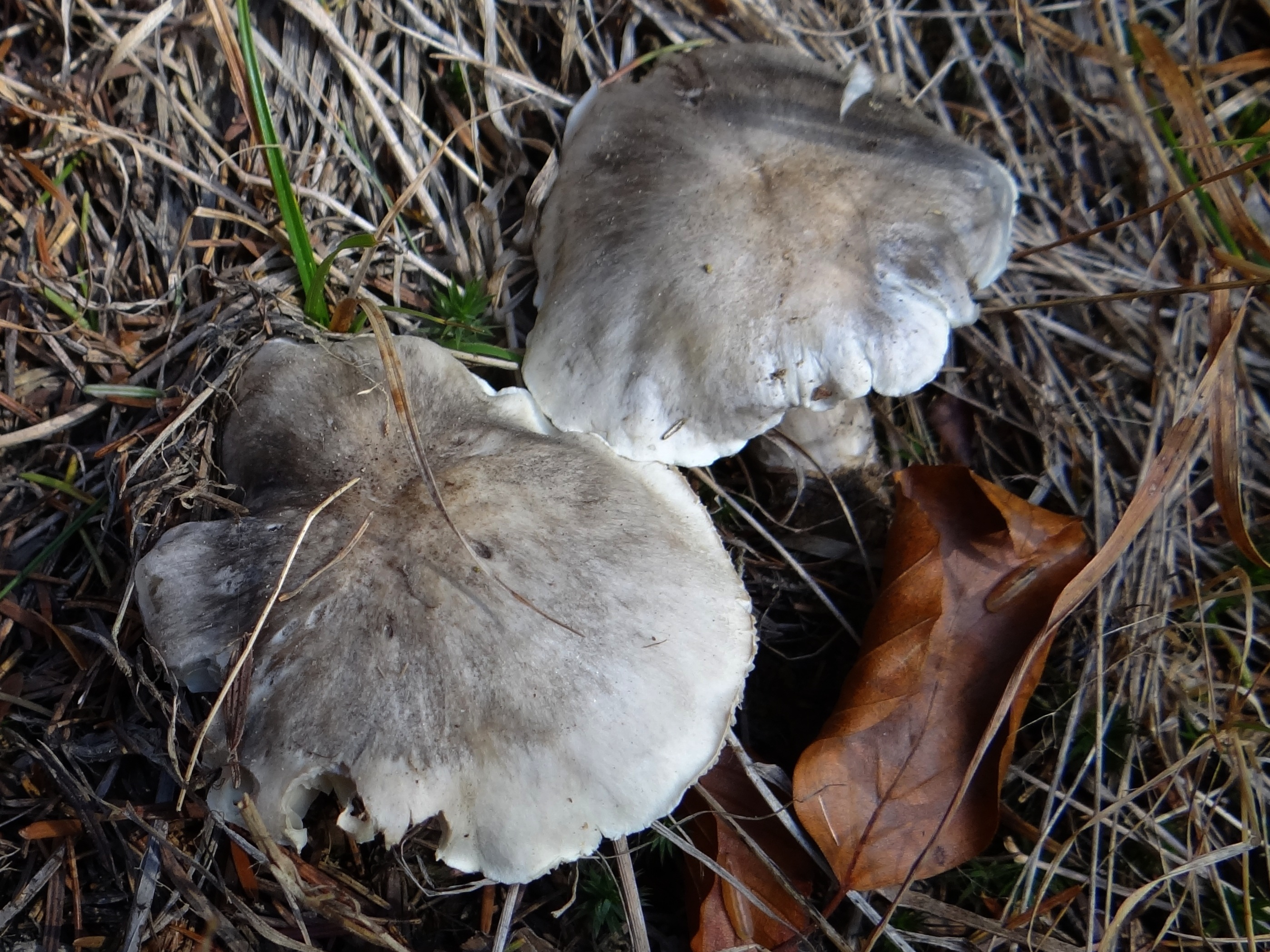

Gąska ostra (Tricholoma sciodes (Pers.) C. Martín) – gatunek grzybów należący do rodziny gąskowatych (Tricholomataceae).

## Systematyka i nazewnictwo
Pozycja w klasyfikacji: Tricholomataceae, Agaricales, Agaricomycetidae, Agaricomycetes, Agaricomycotina, Basidiomycota, Fungi (według Index Fungorum).
Po raz pierwszy takson ten zdiagnozował w 1801 r. Persoon nadając mu nazwę Agaricus myomyces ? sciodes. Obecną, uznaną przez Index Fungorum nazwę nadał mu w 1919 r. Charles-Édouard Martin, przenosząc go do rodzaju Tricholoma.
Nazwę polską nadał Władysław Wojewoda w 2003 r. Niektóre synonimy łacińskie:

- Agaricus myomyces ? sciodes Pers. 1801
- Tricholoma sciodellum P.D. Orton 1999)
- Tricholoma sciodes (Pers.) C. Martín 1919 var. sciodes
- Tricholoma sciodes var. virgatoides Bon 1974
- Tricholoma virgatum var. sciodes (Pers.) Konrad 1929

## Morfologia
Kapelusz
Średnica 3–8 cm, na młodych owocnikach stożkowato-dzwonkowaty, później łukowaty, w końcu płaski z tępym wybrzuszeniem. Brzeg jest ostry, gładki i długo pozostaje podwinięty. Powierzchnia młodych owocników gładka, jedwabiście błyszcząca, starszych włóknista i czasami delikatnie łuseczkowata. W warunkach wilgotnych ma ciemnoszary kolor z fioletowym odcieniem i staje się kleista, zaś u starszych owocników brązowoszara.
Blaszki
Szerokie. Mają białoszary kolor z lekkim różowym odcieniem, ich ostrza u młodych owocników są białawe, później stają się czarne i karbowane.
Trzon
Wysokość 3–8 cm, grubość 0,7–1,8 cm, walcowaty i nieco rozszerzający się ku dołowi. Powierzchnia gładka, matowa, o barwie od białej do szarej ze słabym różowym odcieniem.
Miąższ
Szarobiały z różowawym odcieniem. Ma ziemisty zapach, w smaku jest ostry.
Zarodniki
Zarodniki gładkie, elipsoidalnym (6–8) x (5–6,5) µm.

## Występowanie i siedlisko
Gąska ostra występuje tylko w Europie. W polskim piśmiennictwie mykologicznym do 2003 r. podano tylko 3 jej stanowiska na terenach górskich i podgórskich.
Rośnie w lasach na ziemi, pod bukami i jodłami.  Owocniki wytwarza od sierpnia do listopada.

## Znaczenie
Grzyb mikoryzowy. Jest niejadalny z powodu ostrego smaku.

## Gatunki podobne
Jest kilka gatunków gąsek o podobnym, siwoczarnym ubarwieniu:
- gąska pieprzna (Tricholoma virgatum). Ma kapelusz ostrostożkowaty, bez włókienek i jest pikantna w smaku[4],
- gąska czarnołuskowa (Tricholoma atrosquamosum) ma na kapeluszu czarniawe łuski. Jest rzadka[4],
- gąska niekształtna (Tricholoma portentosum) ma kapelusz bez łuseczek, żółtawy trzon i łagodny, orzechowy smak[4],
- gąska ziemistoblaszkowa (Tricholoma terreum) ma kapelusz włóknisty i łagodny smak[4].